# Hipoteca mobiliaria
La hipoteca mobiliaria es un derecho real de garantía que se constituye sobre una lista limitada de bienes muebles especificada por la ley para asegurar el cumplimiento de una obligación. La obligación garantizada consiste, normalmente, en el pago de un crédito o préstamo. 
En España, los bienes sobre los que puede constituirse hipoteca mobiliaria son los que determina el artículo 12 de la Ley sobre hipoteca mobiliaria y prenda sin desplazamiento de posesión de 16 de diciembre de 1954:
1. Los establecimientos mercantiles.
2. Los automóviles y otros vehículos de motor, así como los tranvías y vagones de ferrocarril, de propiedad particular.
3. Las aeronaves.
4. La maquinaria industrial.
5. La propiedad intelectual y la industrial.

## Características
Es un derecho real de garantía que se ejerce de manera directa entre el acreedor y el bien mueble sujeto a garantía.
Es importante hacer constar que la hipoteca mobiliaria se constituye sobre el bien mueble como tal. Es decir, si se hipoteca un establecimiento mercantil, no queda gravado con esta garantía el bien inmueble o local comercial en el que se desarrolla la actividad habitual y tiene su sede la empresa de que se trate. No es una hipoteca inmobiliaria.

## Requisitos de la hipoteca mobiliaria sobre establecimiento mercantil
Para que un negocio sea hipotecable se precisan dos requisitos:
1. Que el hipotecante y titular de dicha empresa sea a la vez dueño o arrendatario del local donde se ubica, y
2. Que si existe contrato de arrendamiento del local, este pueda cederse.

La hipoteca constituida por el dueño sobre su actividad mercantil será por completo independiente de la que pudiera constituir sobre el inmueble de su propiedad en el que ejerce su actividad mercantil. Consecuentemente, quien ejerce una actividad comercial en su propio local tiene a su disposición dos garantías hipotecarias: la inmobiliaria sobre la finca y la mobiliaria sobre la empresa.

## Extensión de la hipoteca mobiliaria sobre establecimiento mercantil
En relación con los elementos sobre los que puede extenderse la hipoteca mobiliaria en el establecimiento mercantil, puede distinguirse:
Primero, la extensión necesaria de la hipoteca que comprende el derecho de arrendamiento del local y sus instalaciones fijas.
Segundo, la extensión normal de la hipoteca que comprende los derechos de propiedad intelectual e industrial y el utillaje del establecimiento, elementos a los cuales se extiende la hipoteca, salvo que por pacto sean excluidos de ella.
Tercero, la extensión convencional, en cuya virtud, mediando pacto expreso entre acreedor y deudor, podrá extenderse la hipoteca a las mercaderías y materias primas.
Por tanto, con respecto a las mercaderías y materias primas quedan fuera de la hipoteca, normalmente, pero se pueden sujetar a ella en virtud de pacto expreso de acreedor y deudor, siempre que pertenezcan al hipotecante y su precio de adquisición esté totalmente satisfecho.
Respecto a la extensión por subrogación: la hipoteca se extiende a las indemnizaciones concedidas o debidas al titular del establecimiento.
De los preceptos que regulan la extensión de la hipoteca se deduce que quedan excluidos de ella los elementos inmateriales del establecimiento; así ocurre con la clientela, elemento de muy difícil o imposible sujeción a las normas de una hipoteca.

## Relaciones entre el acreedor, eldeudory el propietario de lafincaen régimen de arrendamiento
En la hipoteca de establecimiento mercantil es importante precisar las relaciones entre el acreedor, el hipotecante y el propietario de la finca en lo referente a:   
La posición de las partes durante la vigencia de la hipoteca: 
Se contempla un doble supuesto: el propietario de la finca puede haber consentido la hipoteca o no. 
Si ha consentido en ella, habrá de atenerse a lo estipulado en la escritura. En el caso de no haber intervenido éste en la escritura, ni consentido ulteriormente la hipoteca, sus derechos no deben sufrir alteración, razón por la cual se le respetan todos los que le concede la Ley de Arrendamientos Urbanos.
La repercusión sobre la hipoteca de la extinción del arrendamiento:
Para este supuesto y las posibles indemnizaciones que el propietario haya de abonar al arrendatario, se establece la necesidad de notificar al propietario la constitución de la hipoteca. Tal notificación es indispensable como medio de evitar que aquel, desconociendo la existencia del gravamen, y, por tanto, de buena fe, pague su indemnización al arrendatario, quién, silenciando la existencia de la carga, podría hacer ilusorio el derecho del acreedor. 
El propietario, una vez notificado, sufre algunas limitaciones impuestas por la naturaleza de las cosas y por el principio de la buena fe. Así ocurre con la obligación que se le impone de no entregar, sin consentimiento del acreedor o resolución judicial, las indemnizaciones que correspondan al arrendatario, y de comunicar a aquel las notificaciones prevenidas en La Ley de Arrendamientos Urbanos. 
Fuera de esto, la extinción del arrendamiento produce la de la hipoteca mobiliaria. Sin embargo, con el fin de asegurar en lo posible la estabilidad de ésta, se consignan algunas reglas especiales, a modo ilustrativo:
Primera, la facultad del acreedor en la hipoteca mobiliaria, de abonar las rentas del arrendamiento impagadas por el deudor, establecida expresamente para evitar toda duda, aunque en definitiva es una simple aplicación del artículo 1158 del Código Civil.
Segunda, la declaración de nulidad de la renuncia del arrendamiento por el arrendatario durante la subsistencia de la hipoteca mobiliaria, problema éste que se ha resuelto de conformidad con la regla general del artículo 4 del Código Civil.